# Gaspard des montagnes
Gaspard des montagnes ou Les Vaillances, Farces et Aventures de Gaspard des montagnes (à partir de l'édition de 1948) ou, dans une édition suisse de 1940, Les Vaillances, Farces et Gentillesses de Gaspard des montagnes, est un roman français d'Henri Pourrat publié en quatre volumes de 1922 à 1931 aux éditions Albin Michel. 
Le roman se déroule en Auvergne au début du XIXe siècle et relate le destin d'une famille, les Grange, en butte aux manœuvres d'une bande de notables et de brigands. Ses personnages principaux sont Anne-Marie Grange et son cousin Gaspard de Susmontargues, bientôt surnommé Gaspard des montagnes, figure à la fois héroïque et facétieuse.
Gaspard des montagnes reçoit le prix littéraire du Figaro puis est réédité en un tome en 1931 et reçoit cette année le Grand Prix du roman de l'Académie française.

## Résumé

### Le Château des sept portes, ou les enfances de Gaspard (1reédition, 1922)

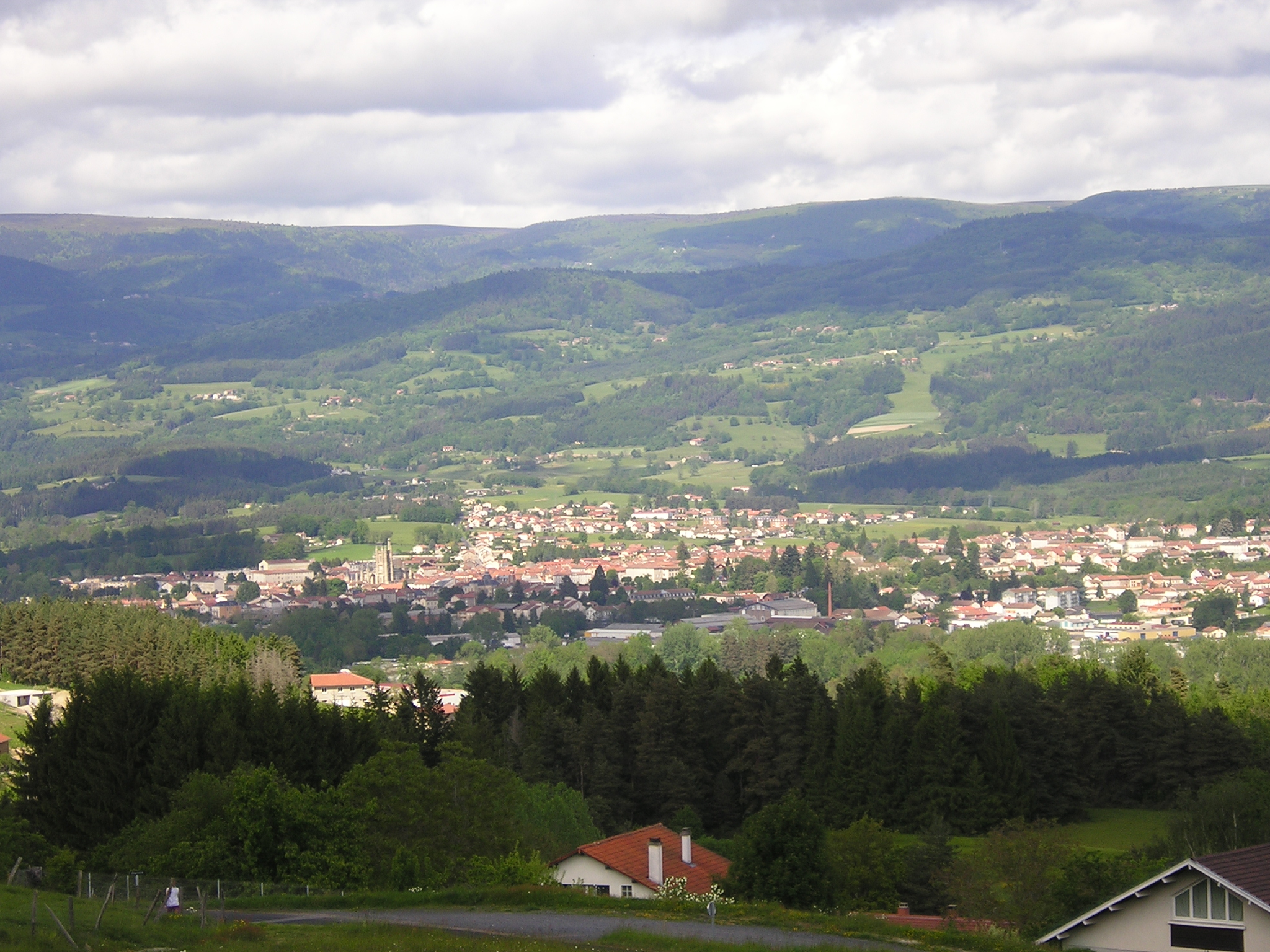
Le roman se déroule dans la région de la ville d'Ambert, au pied des monts du Livradois et du Forez.

En 1808, dans la région d'Ambert et des monts du Livradois en Auvergne, le fermier Jean-Pierre Grange vit dans son domaine de Chenerailles, surnommé le « château des sept portes », en compagnie de ses deux filles, Anne-Marie et Pauline. Anne-Marie a un ami d'enfance de son âge, son cousin (parenté non précisée, semble-t-il un peu éloignée, famille modeste mais de bonne renommée, ses parents tiennent l'auberge de la Belle-Bergère à Saint-Amant-Roche-Savine) Gaspard, au caractère facétieux doublé d'un étonnant sens des responsabilités.  
Un jour, les époux Grange et Pauline doivent s'absenter quelques jours en laissant Anne-Marie seule à Chenerailles. La nuit, un voleur fait intrusion dans la demeure, à la recherche du plan de la cachette d’un trésor caché dans les montagnes par son oncle Jérôme qui a fait fortune en Guadeloupe. Terrifiée, Anne-Marie parvient à mettre le voleur dehors et poignarde la main de l’inconnu, qui jure de se venger. Dès lors, une sourde menace plane sur Anne-Marie et sur toute la famille Grange. Des bandits, disposant certainement d'appuis auprès d'un notable de la ville, rôdent dans la campagne et travaillent à la perte des Grange. Gaspard des montagnes promet alors de veiller sur sa cousine et de découvrir l'identité de l'inconnu. 
Peu après, les Grange déménagent pour s'établir au village de Champétières-des-Vallons, où le père Grange fait construire une maison. Ils y font la connaissance du menuisier Plampougnis qui se lie d'amitié avec Gaspard. Mais des coquins hantent le pays et une créature fantastique, appelée la Bête-Noire ou la galipote, terrifie les villageois certaines nuits. Un jour, les vaches de Grange tombent étrangement malades, comme victimes d'un maléfice, mais Gaspard intervient et les guérit. Gaspard et Plampougnis battent la campagne pour percer les secrets des bandits. Ils parviennent à attraper la Bête-Noire, mais celle-ci réussit à s'enfuir. Par malheur, au cours de la nuit des Trépassés, la galipote saute sur le dos de la mère Grange alors qu'elle était sortie la nuit et l'oblige à la porter, en la terrifiant. La mère Grange parvient à s'enfuir mais la peur la fait tomber brusquement malade et elle meurt peu après. Le père Grange est effondré. Gaspard et Plampougnis poursuivent leurs recherches et parviennent à se débarrasser de la galipote, qui n'était autre qu'un bandit.
Grange, qui ne supporte plus la maison de Champétières frappée par le malheur, fait alors réparer l'ancien château des Escures et s'y installe pour se changer les idées, à lui et à ses filles. Ils y font la connaissance de nouveaux voisins : madame Domaize, Jeuselou du Dimanche, Valentin Verdier, qui se lient d'amitié avec les Grange et Gaspard. Jeuselou tombe amoureux de Marguerite, une amie d'Anne-Marie et de Pauline. Le village voisin compte des gens de bonne volonté, comme le magister Barthaut, naïf et débonnaire. Mais il compte aussi des commères invétérées comme la Dorothée, surnommée la Poule-Courte, qui n'a de cesse de tout savoir et influencer tout le monde. Gaspard depuis l'auberge de la Belle Bergère, toute proche, lutte contre ses manigances en lui jouant des farces. 
Un jour, Grange reçoit une lettre de l'oncle Jérôme, toujours aux Amériques, mentionnant un papier dissimulé à Chenerailles et lié à sa fortune. Grange et Gaspard se rendent vite compte que d'autres qu'eux sont au courant de l'existence de ce papier et le cherchent, ou même s'en sont emparés. Une visite de Gaspard à Chenerailles ne donne rien. Les bandits rôdent toujours. Un jour, un voisin, Carcaille, est assassiné. Dans le même temps, la guerre se déclare et c'est la conscription : les jeunes hommes, y compris Gaspard, sont sommés de partir avec l'armée de Napoléon. Mais Gaspard veut faire la lumière sur la disparition de Carcaille. Laissant ses compagnons prendre de l'avance, il passe par le bois des Fourches, réputé hanté, où l'on voit parfois une lumière qui change de couleur. Il tombe alors sur le Breléqué, dit le « Bourreau des Chèvres », et parvient à lui arracher des aveux sur la bande des brigands qui usent de chantage et de meurtres pour contrôler les routes de la région autour des Escures. Mais Gaspard doit partir, laissant peu de gens fiables pour protéger Anne-Marie.

### L'Auberge de la Belle Bergère, ou quand Gaspard de guerre revint (1reédition, 1925)
Alors que Gaspard, cousin et meilleur ami d'Anne-Marie, est parti, mobilisé avec ses amis dans les longues campagnes du Premier Empire, apparaît un nommé Robert, un "monsieur" de la ville, qui impressionne Grange. Un jour, Grange reçoit une lettre de la Guadeloupe : l'oncle Jérôme est mort et Grange doit absolument se rendre dans les îles pour régler les complexes questions soulevées par son héritage. Mais Grange hésite à partir. Robert s'intéresse à Grange et à Anne-Marie dont il recherche l'amitié. Dans le même temps, un vieux cousin, prêtre à Marsac, réconforte Anne-Marie, mais disparaît un jour dans la campagne. 
Peu après, Robert fait mine de sauver Anne-Marie d’un guet-apens dans un bois et profite de l'émotion suscitée par l'événement chez Grange pour demander et obtenir la main de d'Anne-Marie. Celle-ci a l'impression de ne plus s'appartenir, mais se résigne. Une fois qu’ils sont mariés, le père Grange part pour la Guadeloupe afin de régler l'héritage de l'oncle Jérôme. Demeuré seul maître des Escures, Robert fait retirer en espèces l'ensemble de la dot d'Anne-Marie et l'emmène dans les bois jusqu'à l'Arbre-Blanc. Là, il révèle qu’il n’est autre que l’intrus autrefois mutilé par Anne-Marie et tente de la tuer d'un coup de couteau, puis s'enfuit. Par chance, la blessure n'est pas mortelle : Anne-Marie est trouvée par Jeuselou qui l'emmène au moulin des Martial où elle se remet difficilement. Prise dans un dilemme cruel, puisque l'homme qui a voulu la tuer est désormais son mari, Anne-Marie, très croyante, décide de garder l'affaire secrète et de tout faire pour amener Robert à se racheter. De son côté, Robert ne reparaît plus aux Escures et semble même avoir quitté la région.
Anne-Marie Grange se consacre corps et âme à la gestion du domaine et de l'auberge de La Belle Bergère. Les soldats commencent à revenir de guerre, mais il n'y a toujours pas de nouvelles de Gaspard. Pauline et sa cousine Hortense sont envoyés en pensionnat, où elles sont en butte à la jalousie d'une camarade, Elmire Chargnat. Anne-Marie se découvre enceinte de Robert et accouche d'un petit garçon, Henri. Un nouveau malheur la frappe peu après : alors qu'elle avait brièvement confié à la Fanchon le soin de surveiller le bébé, l'enfant est enlevé et les recherches entreprises restent vaines. C'est alors que Gaspard revient, rendu amer et colérique par ce qu'il a vécu à la guerre et par les troubles politiques qui affectent le pays. 
Anne-Marie lui apprend la véritable nature de Robert et le conjure de retrouver son fils. En dépit de sa haine envers Robert et du peu d'affection que lui inspire Henri, Gaspard accepte. Peu après, les Cosaques vainqueurs arrivent dans la région. La tension est palpable entre eux et les habitants. Gaspard se jette dans la politique et finit par affronter victorieusement un officier cosaque au cours d'un énième incident, ce qui provoque un soulèvement local. Les Cosaques prennent la fuite et ne reparaissent plus au village. Gaspard s'illustre également par ses amourettes, qui rendent Anne-Marie jalouse. Ses recherches ne donnent encore rien. Il fait l'acquisition d'une chienne à l'excellent flair, Chopine.
Quelque temps après, Anne-Marie et Pauline sont attirées dans un piège par une fausse lettre de Gaspard apportée par un vieil homme et sont enlevées par les brigands. Pauline parvient à envoyer une colombe pour prévenir les gens des Escures. Gaspard, Valentin, Plampougnis, Jeuselou, monsieur Jean, Benoni et le Dragon se lancent à la poursuite des brigands. L'affaire se termine par un combat dans l'auberge du pont du Merle, où les brigands ont enfermé les deux sœurs Grange. Gaspard tire sur Robert mais Anne-Marie détourne le coup car elle refuse que ce soit Gaspard qui le tue. Robert s'échappe.

### Le Pavillon des Amourettes, ou Gaspard et les bourgeois d'Ambert (1reédition, 1930)
Jean-Pierre Grange revient des îles sans avoir pu toucher l'héritage. L'oncle Jérôme semble avoir été victime d'une arnaque par l'un de ses associés. Anne-Marie et Pauline, après de longues hésitations, lui apprennent la véritable nature de Robert et la disparition du petit Henri. Grange est effondré. Il se lance dans les affaires pour se refaire financièrement. Grange se rapproche de César Chargnat, les Chargnat (César, Amédée et Elmire) sont des riches bourgeois. César possède des informations confirmant l'existence d'une contre-lettre de trois cent vingt mille francs signée par l'associé de Jérôme et reconnaissant que c'était bien l'associé qui avait des dettes envers Jérôme. 
Le document vaut une fortune pour les Grange, mais reste introuvable. M. César convoite bientôt Pauline potentiellement riche héritière. Mais ni Anne-Marie, ni Pauline, ni Gaspard, ni leurs amis n'apprécient monsieur César, qui se montre cupide et accapare le grain en refusant de vendre ses stocks alors que la région traverse une terrible disette. Gaspard met au point d'ingénieuses farces qui finissent par forcer César à vendre. Dans le même temps, Valentin Verdier et Pauline tombent amoureux. Mais Grange subit une catastrophe en affaires et se retrouve à deux doigts de la faillite. Il promet Pauline à César en reconnaissance de son soutien financier. Peu après, Gaspard combine de nouvelles farces qui ridiculisent tant M. César qu'il doit renoncer à ses prétentions sur Pauline. Il meurt peu après d’apoplexie. 
Cependant son frère Amédée demande à son tour la main de Pauline. Robert évadé des geôles espagnoles revient dans le pays lui aussi en chasse de la contre-lettre qu'il sait aux mains des Chargnat, Amédée aux abois, sera retrouvé pendu à un arbre par le Barthaut, lequel lui emprunte ses bottes (que portait déjà son frère César). Pendant ce temps, le petit Henri est toujours vivant, mais a été séquestré dans une tanière au fond des bois. Sept ans après l'enlèvement du petit Henri, son geôlier laisse enfin partir l’enfant du souterrain où il a été enfermé. L’enfant trouve refuge auprès du l'avaricieux père Grabier, puis celui-ci décédé, il erre en montagne et finit par être recueilli dans un ermitage. 
Gaspard a vent d'un enfant en liberté et fait organiser une battue dans le bois des Tourtes. Mais les brigands de la bande de Robert passent à l'attaque. Durant la battue, Pauline reçoit une fausse dépêche prétendant que Valentin Verdier a été grièvement blessé par une balle perdue. Elle se précipite au bois en compagnie de la Fanchon, pour être aussitôt capturée et emmenée par les brigands jusqu'à une maison isolée, le pavillon des Amourettes. Cependant, l'un d'eux a des remords et aide les deux jeunes femmes à se libérer. Elles s'enfuient et la poursuite s'engage. Pauline et Fanchon finissent par être retrouvées. Pauline et Valentin jurent de ne plus se quitter.
Après de longues recherches, Gaspard finit par retrouver Henri à l'Ermitage et organise un voyage avec Anne-Marie, Pauline et le père Grange pour les retrouvailles. C'est au même endroit qu'il découvre dissimulée dans la doublure d'une des bottes, la contre-lettre de l'associé de Jérôme. Pour Anne-Marie, c'est la fin de ses inquiétudes pour son fils. Pour Grange, c'est la fin des problèmes financiers. Pour les jeunes amoureux, l'aventure se conclut par la célébration de quatre mariages à l'Ermitage (Pauline&Valentin, Mariette&Plampougnis Fanchon&Benoni et Marguerite&Jeuselou). Mais Robert court toujours.

### La Tour du Levant, ou quand Gaspard mit fin à l'histoire (1reédition, 1931)
Plusieurs incendies menacent la tranquillité d'Anne-Marie et d'Henri aux Escures. Le petit Henri tarde à se remettre après avoir passé sa petite enfance cloîtré dans une cabane sans contact avec le monde. Anne-Marie veut confier à Gaspard le soin de le tourner vers le bien, craignant qu'Henri n'ait hérité de Robert une propension au crime. Gaspard peine à s'attacher au petit. Il poursuit ses recherches sur Robert, que des rumeurs disent mort. Pourtant Robert reparaît à l'auberge du Cadran-Bleu. Gaspard apprend que Robert a vu Anne-Marie en cachette et veut revenir aux Escures dans un an pour y reprendre définitivement sa place de mari et de maître du domaine aux côtés d'Anne-Marie ! Gaspard menace le bandit et Robert le défie en duel. Mais Anne-Marie le dissuade de se battre. Elle pense encore possible de ramener Robert à l'honnêteté. Pauline, elle, ne supporte plus de voir Anne-Marie s'entêter alors qu'il est évident que Robert veut leur mort à tous et que les sentiments mutuels d'Anne-Marie et de Gaspard sont devenus évidents. Mais Anne-Marie reste mariée à Robert et si Gaspard tuait Robert, elle refuserait à jamais de l'épouser. 
Gaspard, de son côté, continue à tenter de faire la lumière sur les manœuvres de Robert. Il a beaucoup affaire à Elmire Chargnat, mais peine à démêler le vrai du faux dans les élucubrations et les propos manipulateurs de la jeune femme qui reste une rivale d'Anne-Marie malgré ses prétentions, et semble avoir des sentiments pour Gaspard. Des rumeurs disent que Robert voudrait faire empoisonner Anne-Marie. Le bossu Gervais, autre personnage inquiétant, rôde autour de la ferme et se rapproche du petit Henri auquel il veut apprendre à connaître les plantes. 
A la tombée du jour, un colporteur se présente aux Escures et demande à dîner. Henri, caché sous la table, voit qu'il a ajouté quelque chose dans la soupe. Le vieux père Grange, implacable, oblige le visiteur à manger lui-même la soupe puis l'enferme dans la fenière, où le colporteur est retrouvé mort un peu plus tard, empoisonné. Appelé à la rescousse par un coup de sifflet qu'il croit lancé par Grange, Gaspard accourt. Grange, pensant avoir affaire à un bandit, le blesse gravement d'un coup de fusil. Gaspard s'en tire mais entame une longue convalescence. Il s'occupe d'Henri mais s'agace de l'acharnement d'Anne-Marie à faire revenir Robert dans le droit chemin. Gaspard s'éloigne des Escures pour se consacrer à la gestion d'un bois qu'il a acheté près de Murol, dans les monts d'or.  
Anne-Marie et Henri rendent visite à Gaspard au bois et ce dernier y prend plaisir. Gaspard commence à apprécier l'enfant et à le tirer de ses idées morbides. Les choses semblent s'améliorer, mais un jour Marguerite, une amie d'Anne-Marie et future épouse de Jeuselou, tombe brutalement malade et meurt. On soupçonne aussitôt d'avoir été empoisonnée par les brigands. Elmire Chargnat, qui prétend avoir des informations sur l'empoisonnement, affirme vouloir dépasser son ancienne animosité envers Anne-Marie et lui offre son amitié, mais ni Anne-Marie ni Gaspard ne lui font confiance. 
Gilbert, le frère de Robert, revient dans la région et rencontre les Grange. Peu après, Jeuselou découvre le bossu Gervais et Gilbert dans une narse, une sorte de fondrière tourbeuse. Une rixe s'engage avec pour enjeu l'argent de la dot d'Anne-Marie que Gilbert avait dissimulé là et qu'il tente de récupérer. Le bossu tue Gilbert d'un coup de pioche puis blesse mortellement Jeuselou d'un coup de fusil. Mais trop lourdement chargé de sacs d'or, le bossu meurt englouti dans la narse. La fouille de cette narse et les révélations de Jeuselou confondent Elmire Chargnat, coupable de l'empoisonnement de Marguerite et de la tentative d'empoisonnement des Grange. Elmire Chargnat finit par sombrer dans la folie et se suicide en compagnie d'un amant de la ville.
Un soir d'orage, Grange rencontre un muletier menant un chargement de sucre sur la route des Escures. Il lui offre l'hospitalité et les trois mules chargées de six gros sacs de sucre sont logées dans les écuries. Mais alors que le muletier et Grange discutent, Anne-Marie remarque qu'Henri est terrifié. Le petit lui confie s'être approché des sacs de sucre et les avoir entendu parler. Anne-Marie prévient Gaspard : des bandits sont dissimulés dans les sacs de sucre. Gaspard, Grange et les autres décident alors de bloquer les brigands dans les écuries et y mettre le feu. Le piège se referme sur Robert et sa bande, qui tentent de forcer les portes pour sortir tandis que les flammes ravagent le bâtiment.  
La bataille s'engage. Gaspard tue plusieurs brigands. Anne-Marie aperçoit un homme blessé qui se traîne vers elle et Henri en réclamant à boire. Elle lui fait porter à boire par le petit garçon, mais Robert sort un pistolet de son habit et tire deux coups, un pour le garçon et un pour sa femme, avant d'être tué par le vieux père Grange. Henri meurt sur le coup. Anne-Marie, grièvement blessée, est entre la vie et la mort. Le feu s'est communiqué aux autres bâtiments et ravage les Escures. Gaspard, comme fou, s'empresse aux côtés d'Anne-Marie puis est dépêché par le médecin pour lui chercher un remède à la ville de toute urgence. Malgré la fatigue et l'épuisement, il accomplit la course et est de retour peu avant l'aube, fou d'amour et d'inquiétude. L'incendie est enfin maîtrisé alors que le jour se lève sur les Escures. L'histoire ne dit pas si Anne-Marie survit à sa blessure, mais la tonalité du final laisse espérer une fin heureuse : " et voici Pauline en haut des trois marches, encore en larmes, qui sourit " 

## Analyse

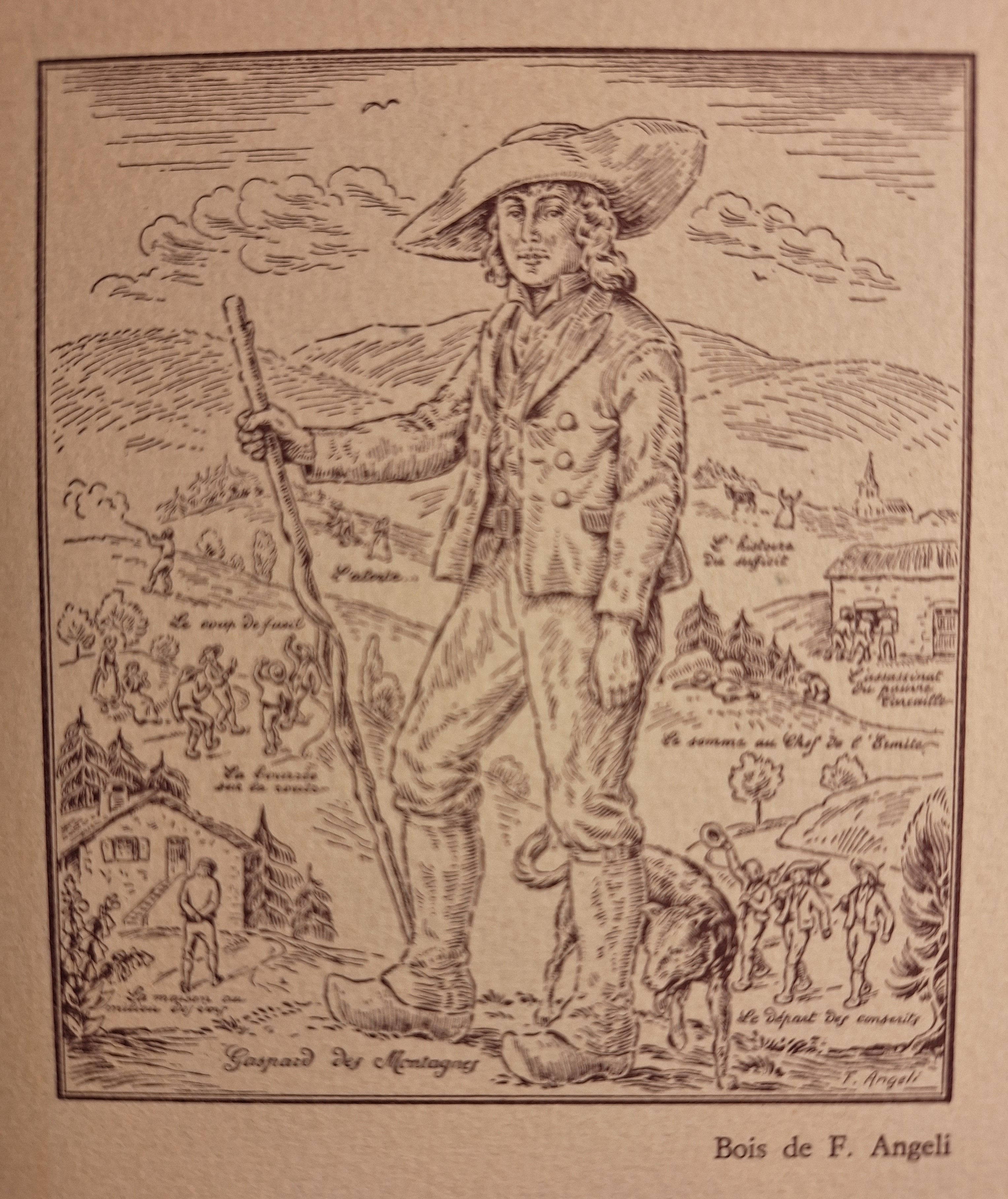
Le monde de Gaspard des montagnes, bois de Francois Angeli

Une partie de l'originalité de l'ouvrage tient à sa construction, les quatre livres étant chacun constitués de sept veillées de six pauses. En introduction, chaque pause est présentée en quelques points saillants de nature à maintenir l'attention du lecteur ou de l'auditeur[réf. nécessaire]. Certaines éditions sont agrémentées de gravures sur bois de Philippe Kaeppelin renforçant l’immersion du lecteur dans cette saga. 
L'autre point original[réf. nécessaire] est la composition de chaque pause : l'histoire d'Anne-Marie et Gaspard nous est racontée, mais l'auteur agrémente son texte de contes, devinettes, chansons, farces ou encore d’événements locaux, et on note aussi de nombreuses descriptions poétiques de la nature, des paysages et du temps qu'il fait. Voici la présentation de la cinquième pause de la deuxième veillée du premier livre : « Les sorcelleries de Gaspard - Le grand sabbat sur le Puy de Dôme - Les amitiés d'Anne-Marie - Les vaches maléficiées ». 
Ces textes sont puisés dans la collecte que mena Henri Pourrat tout au long de sa vie, et qui sera regroupée dans Le Trésor des Contes. Une des qualités du livre tient à la capacité de l'auteur à intégrer avec beaucoup d’à-propos ces textes dans l'action du roman[réf. nécessaire]. C’est « une histoire à cent histoires » disait Henri Pourrat. « Je suis parti d’un conte populaire, conte d’almanach, qui se retrouve dans toutes les provinces (J’en ai bien six ou dix versions) » : le conte de la main coupée. L'histoire aurait pris forme lors d'une visite du domaine des Escures.  
Beaucoup de termes locaux sont utilisés dans Gaspard des montagnes, qui proviennent directement du parler auvergnat,. 
Une autre grande originalité de cette saga est qu'elle traite de sujets socio-économiques, notamment des changements survenus durant la Révolution et l’Empire puis la Restauration dans le Livradois : enrichissement des uns par l’achat de biens nationaux, démembrement des biens communaux en faveur des paysans pauvres, développement des papeteries, reprise des échanges avec les colonies, mise en valeur des forêts, et surtout arrivée au pouvoir de la bourgeoisie de robe et d'affaires.
L’intrigue se noue sur ce fond économique, en fait le commerce colonial, avec la recherche de la contre-lettre annulant une énorme dette fictive de complaisance contractée par l’oncle Jérôme pour aider son associé. Cette lettre restant introuvable, la famille Grange se voit privée de l'héritage de l'oncle mystérieusement décédé à la Guadeloupe.
Le roman a été souvent rattaché au courant littéraire du régionalisme ; cependant, loin d'être recroquevillé sur son terroir du Livradois, il s'ouvre, comme le souligne Bernard Plessy, sur de nombreux horizons : Auvergne évidemment, Velay, Gévaudan, Vivarais, France, Espagne, Europe napoléonienne, Antilles.
De plus, il tend à prendre une valeur universelle par ces nombreuses thématiques et l’exigence morale de ses personnages : ainsi Alexandre Vialatte a pu écrire dans la revue Le Spectacle du monde : « II y a des gens qui prennent Henri Pourrat pour un régionaliste, au sens ou on l'entend comme un joueur de biniou, c'est tout le contraire… II n'a eu que deux grands thèmes : l'amitié, la nature ; la Charité et la Création. Toute son œuvre est une impatience d'aider l'homme et de le hausser, elle le prend par la main et elle lui montre l'aube, il n'a eu que les plus beaux soucis. »
Enfin, Gaspard des montagnes tient une place unique dans l’œuvre d'Henri Pourrat de par sa structure et sa richesse thématique. Il s'agit d'une œuvre « tonale » restituant tout un terroir durant l'époque napoléonienne et la Restauration — on se trouverait d'ailleurs bien en peine de proposer au lecteur une œuvre de même nature chez un autre écrivain.

## Récompenses
La première partie publiée de Gaspard des montagnes reçoit fin 1921, le prix littéraire du Figaro.  
L'édition des 4 volumes en un seul livre, paru en 1931, reçoit la même année le Grand Prix du roman de l'Académie française. 

## Éditions

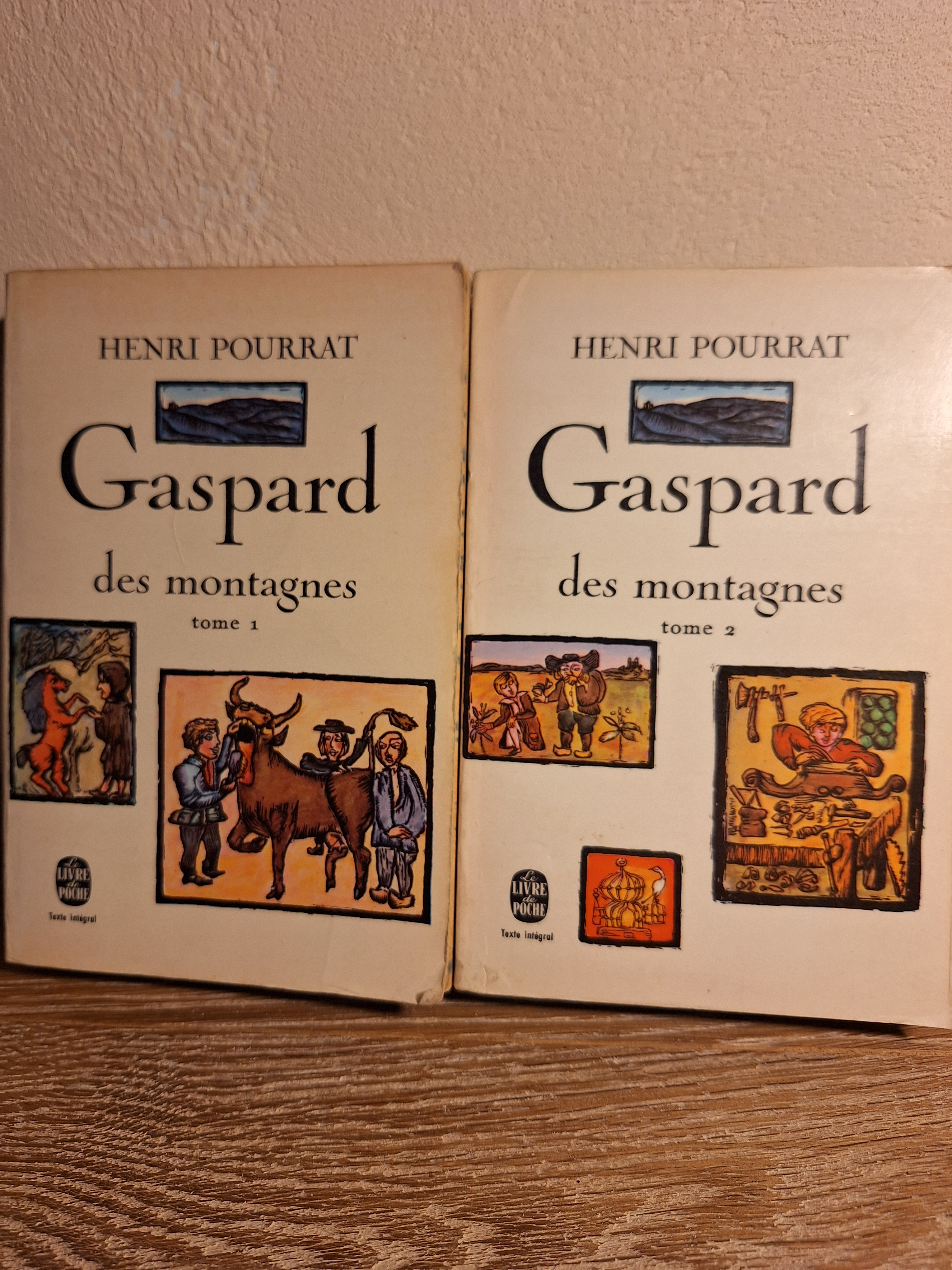
Gaspard des montagnes, édition du Livre de Poche 1965 en 2 tomes. Plusieurs fois rééditée.

- Gaspard des montagnes, édition du Livre de Poche 1965 en 2 tomes. Plusieurs fois rééditée.Gaspard des montagnes, éditions Albin Michel, Paris, 1931, dernière réédition en novembre 2006.
- Gaspard des montagnes, éditions Albin Michel, le Livre de Poche, 2 tomes numéros 2015 et 2016, Paris, d'abord en 1966 puis régulièrement réédités.
- Gaspard des montagnes, avant-propos de Henri Gougaud, illustrations de Pierre-Emmanuel Dequest, Paris, éditions Flammarion, collection « Castor poche », 4 tomes, 1994-1996 (édition pour la jeunesse).

## Adaptation
En 1965, Jean-Pierre Decourt réalise une adaptation pour la télévision d'après un scénario de Maurice Barry et Claude Santelli interprétée par Bernard Noël (Gaspard), Francine Bergé (Anne-Marie), Jean Topart (Robert) Charles Lavialle (Le breléqué, son dernier rôle) et Jacques Balutin (Plampougnis). Cette adaptation en 2 parties est disponible en DVD.  
Tourné en Livradois, sur les lieux mêmes du roman, on note cependant plusieurs différences. Ce travail d’adaptation était rendu nécessaire par la multiplicité des personnages, les nombreux rebondissements, la complexité de la trame et surtout la contrainte du format 2 fois 100 minutes. L’ambiance de mystère reste cependant bien présente et Bernard Noël ainsi que Francine Bergé sont convaincants dans leurs rôles respectifs. Le gag de ce téléfilm: Guy Delorme en cosaque parlant avec l'accent teuton...  